# Crundale, Wales
Crundale är en by i Pembrokeshire i Wales. Byn är belägen 127,9 km 
från Cardiff. Orten har 692 invånare (2016).